# Eadwine de Sussex
Pour les articles homonymes, voir Edwin.
Eadwine est un ealdorman du Sussex mort en 982.
Il apparaît comme témoin sur une charte du roi Æthelred le Malavisé en 982, ainsi que sur une autre charte, probablement fausse, datée de 956 (peut-être une erreur pour 976). Les deux chartes l'appellent Eaduuine dux. Le manuscrit C de la Chronique anglo-saxonne, rédigé à l'abbaye d'Abingdon, indique qu'il est mort en 982 et a été inhumé dans cette même abbaye.